# 佐賀バルーンミュージアム

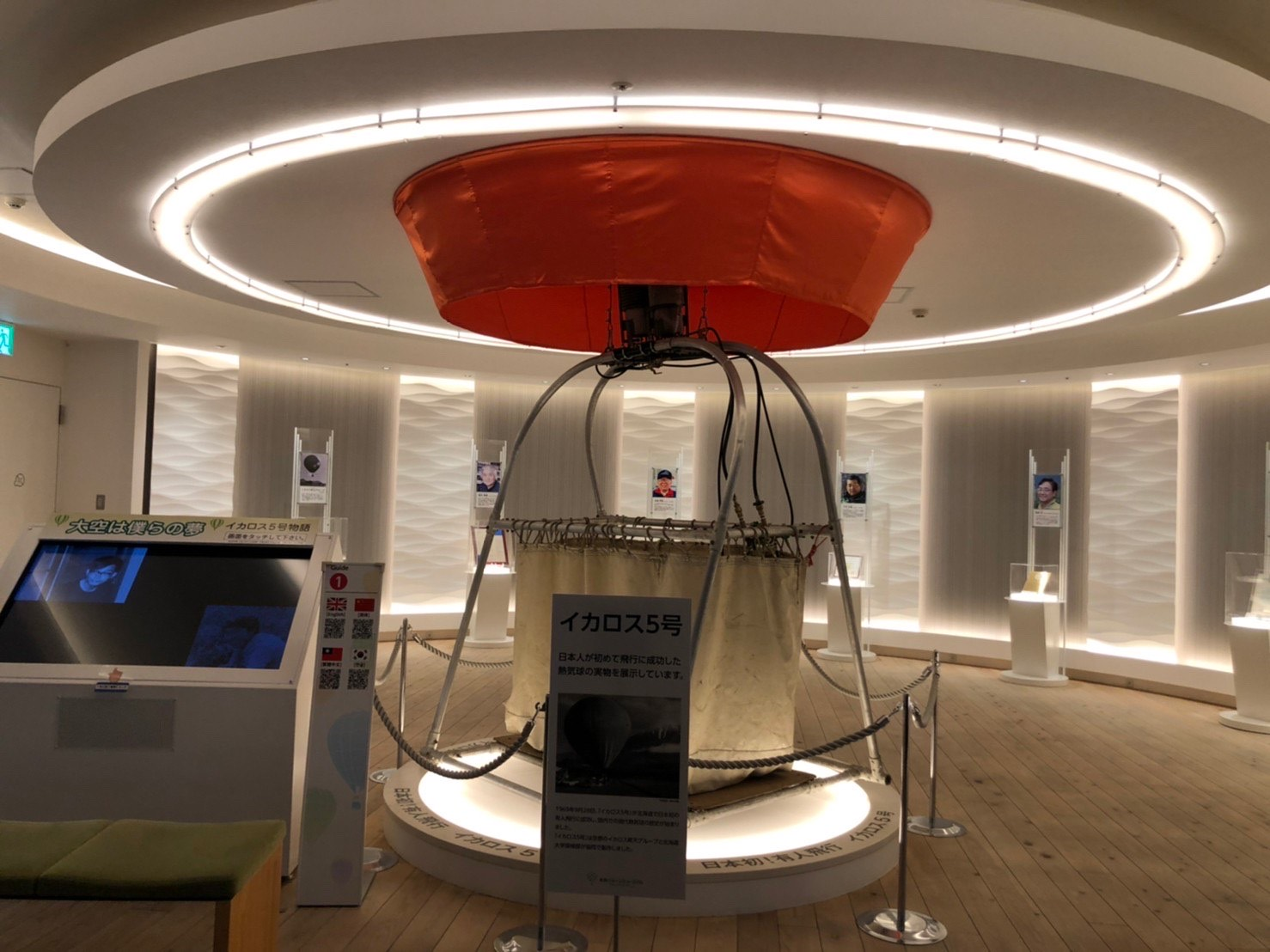
佐賀バルーンミュージアム内のイカロス号

佐賀バルーンミュージアム（さがバルーンミュージアム）は、佐賀県佐賀市松原にある熱気球をテーマにした日本国内初の常設博物館。

## 概要
2016年10月1日に天候に左右されず、いつでもバルーンの魅力に触れられる施設として、また佐賀市の観光、中心市街地活性化の一環として開館した。この場所は弘道館跡地であり、佐賀市では用地として2013年11月に閉店したマルキョウ佐賀店の敷地と隣接地を購入し、建物そのものは無償で譲り受けて整備した。またこの際に隣接地にあった佐賀市文化財の旧嬉野家の武家屋敷の門を1890万円の費用をかけて東側にずらして保存修理している。総事業費は約18億円。
施設は鉄筋4階建て建物の1，2階部分で、佐賀の工芸品や名産を売る物産館やカフェも設けた。また、気球の保管が可能な倉庫「バルーンハーバー」を1階に整備している。3階は佐賀市青少年センターが市内成章町から、佐賀県警の少年サポートセンターが県警本部内から移転。4階は民間の日本語学校が入居している。
2017年7月19日、来館者数が10万人に到達。

## 展示内容
吹き抜けに実物バルーンを展示するほか、1969年に北海道で日本初の有人飛行に成功したイカロス5号（実物）のバスケットや280インチのスクリーンでバルーンの映像を楽しむスーパーハイビジョンシアター、競技を疑似体験できる世界でここにしかないフライトシミュレーターなどを展示する。また国内の熱気球の発展に貢献した人物や団体を紹介する「気球の殿堂」や熱気球の歴史や競技種類の説明、気球の形を模型で紹介する区画などを整備している。

### 気球の殿堂
日本や佐賀の熱気球文化に貢献した個人や団体を紹介し、その功績をたたえる施設。佐賀独自のものであり、国際気球委員会（CIA）が定める功労者殿堂とは無関係。
| 登録年 | 名前                 | 事績 |
| 2016   | 神田道夫             | 熱気球による高度記録・長距離記録・滞空時間記録を樹立。                                                                   |
| 2016   | 角田正               | 佐賀で開催された2回の熱気球世界選手権などでイベントディレクターを務めた。                                                |
| 2016   | 本田技研工業株式会社 | 1990年から佐賀インターナショナルバルーンフェスタで特別協賛を続ける。                                                     |
| 2016   | イカロス昇天グループ | 梅棹エリオ・田中厚生・嶋本伸雄・仁張育夫・小又哲の5人。1969年に「イカロス5号」で日本初の熱気球世界による有人飛行を達成。 |
| 2016   | 嶋本伸雄             | 上記イカロス昇天グループの中心人物。日本熱気球連盟初代理事長。                                                           |
| 2017   | トーマス・シェパード | 1986年から1997年まで佐賀インターナショナルバルーンフェスタで競技役員を務めた。                                           |

## 利用案内

### 開館時間
- 午前10時00分から午後5時（最終入館は午後4時30分）

### 休館日
- 毎週月曜日（祝日、にあたるときは開館し、翌日に休館。）
- 年末年始：12月31日・1月1日
- GWや、夏休み期間、佐賀城下ひなまつり期間は開館。

### 観覧料
- 大人：500円
- 小中高生：200円
  - 20名以上の団体は3割引。
  - 小学生未満（未就学児）は無料。
  - 障害者手帳・療育手帳等を所持する人および介護人は無料。
  - 再入場禁止

#### 年間パスポート
- 大人：1000円
- 小中高生：400円

### 交通
- 佐賀駅南口バスセンターから市営、昭和自動車、祐徳バスの各バスで乗車5分、「県庁前」で下車し徒歩1分。
- 佐賀駅から徒歩17分（県道29号、1.4km）
- 佐賀空港から市営バスで乗車20分、「県庁前」で下車し徒歩1分。
- 佐賀大和インターチェンジから市街方面へ車で20分

### ショップ
- 佐賀工房 バルーンミュージアム店[8]
- Museum Kitchen HARUcaf'e（ミュージアムキッチン・ハルカフェ）

### その他設備
- 駐車場：普通車60台（30分 100円）／大型バス3台（6時間 2000円）
- コインロッカー（100円～300円）※スーツケース等の大きな荷物は不可
- 授乳室・ベビーシート
- ベビーカー貸出
- 車椅子貸出
- デジタルパンフレット[9]（要ダウンロード：2.8MB）